# Krížska dolina

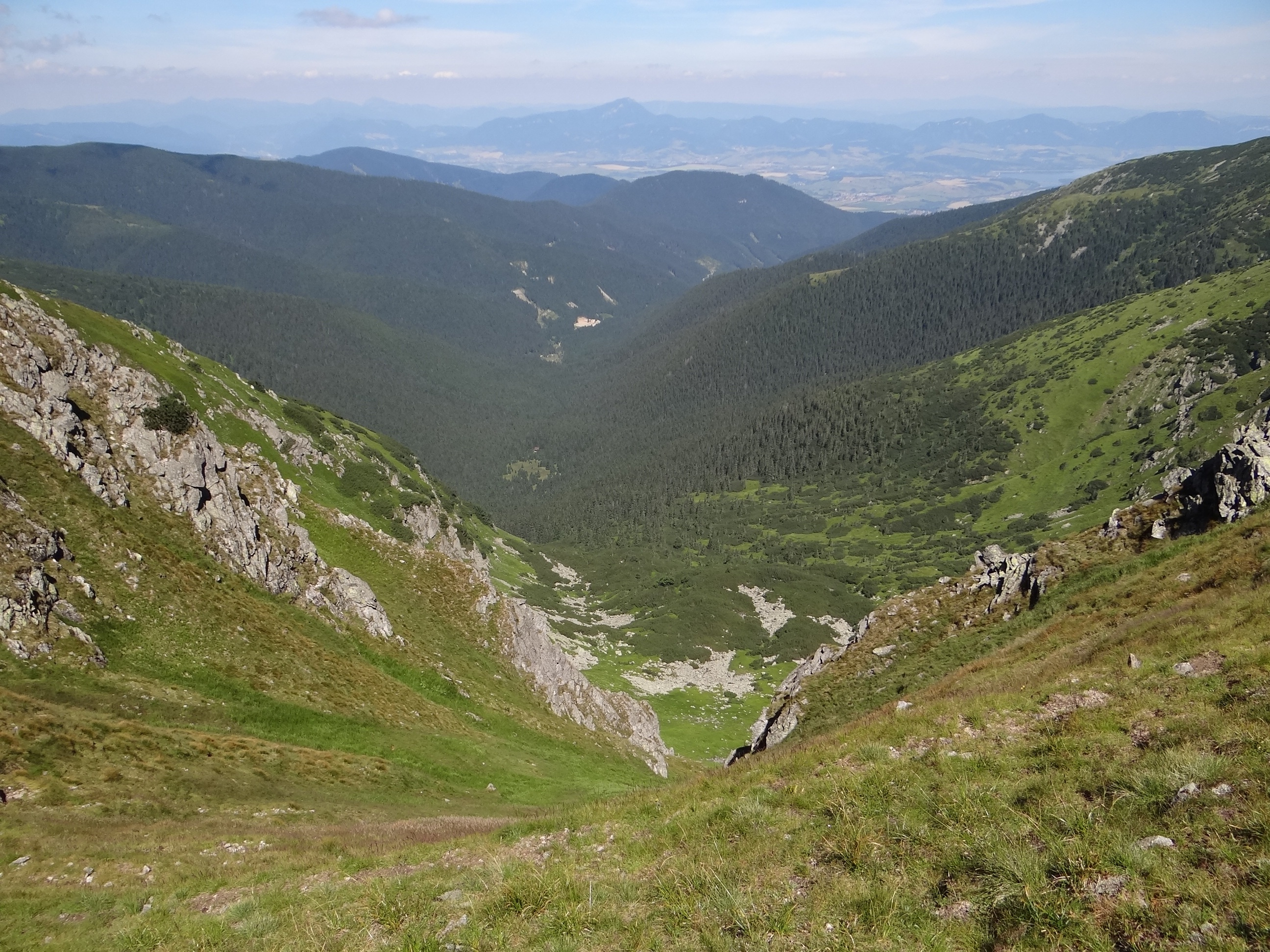
Górna część doliny

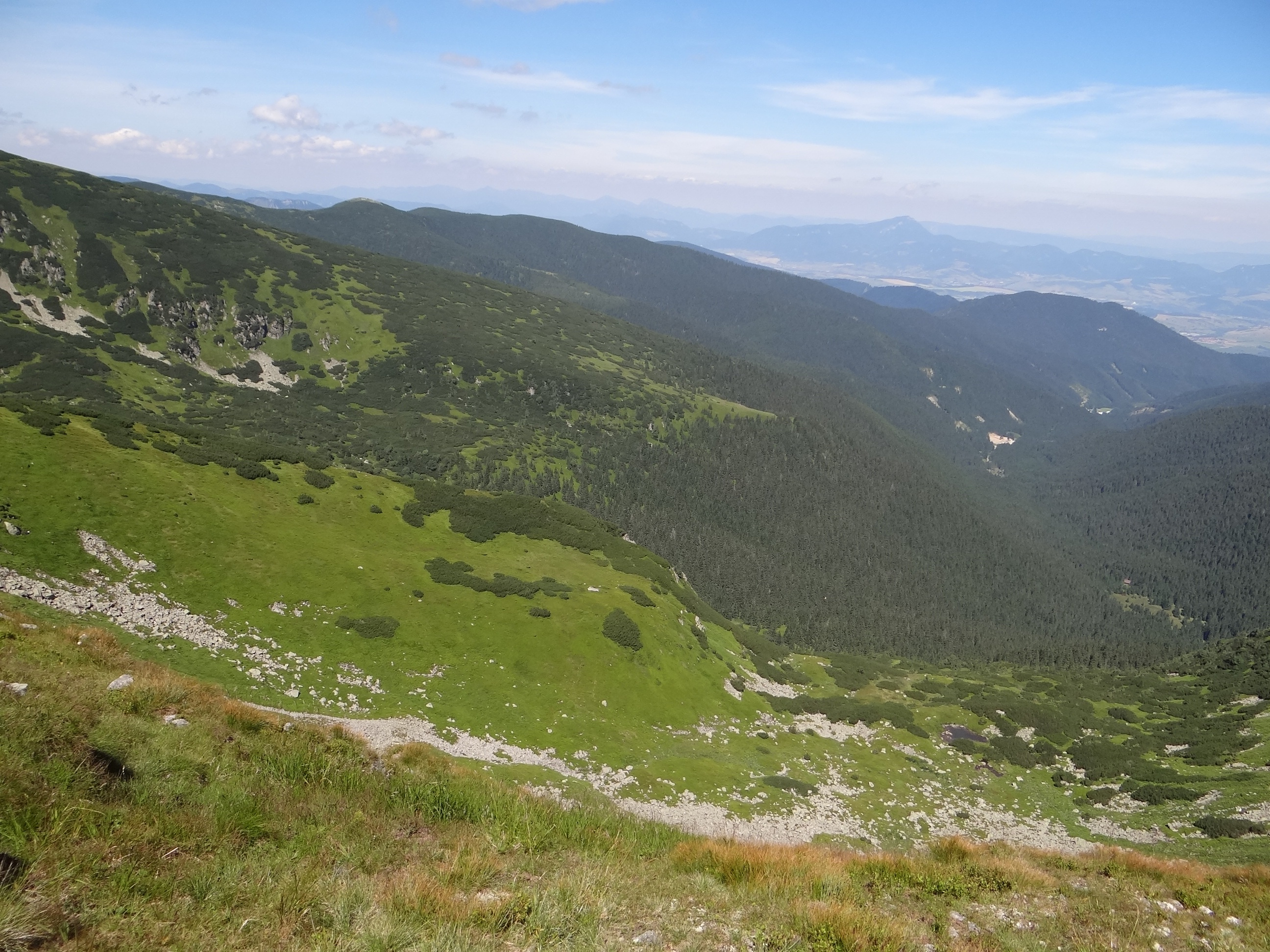
Boczna dolinka Chabenec

Krížska dolina – dolina w Niżnych Tatrach na Słowacji. Znajduje się w zachodniej (tzw. dziumbierskiej) ich części, na północnej stronie ich głównego grzbietu. Ma wylot na Kotlinie Liptowskiej, na granicy miejscowości Dúbrava i Lazisko w powiecie Liptowski Mikułasz.
Jest to dolina walna, podchodząca pod główny grzbiet Niżnych Tatr na odcinku od Chabeneca na zachodzie po szczyt Poľana na wschodzie. Zachodnie obramowanie doliny tworzy północny grzbiet Chabeneca z wzniesieniami Dechtárska hora i Hláčovo, wschodnie północny grzbiet Poľany z wzniesieniami Zákľuky, Bôr, Jaloviarka i Uhlisko. Opadający z głównego grzbietu Niżnych Tatr grzbiet Ostredok dzieli górną część Krížskiej doliny na dwie gałęzie: zachodnią zwaną Chabenec i wschodnią, podchodzącą pod Krížske sedlo. Ta druga jest głównym ciągiem Krížskiej doliny.
Dnem Krížskiej doliny spływa potok Palúdžanka, wzdłuż niego prowadzi droga asfaltowa i linia elektryczna. Krížska dolina jest bowiem zagospodarowana. Dawniej wydobywano w niej antymonit. Obecnie kopalnie antymonitu są już nieczynne. Prowadzona jest w dolinie gospodarka leśna i są w niej dwie leśniczówki: w wylocie doliny leśniczówka Pod Dobákom, i wyżej leśniczówka Kováčová. Tylko najwyższa część doliny (powyżej podnóży Ostredoka) znajduje się w obrębie Parku Narodowego Niżne Tatry.
Przez Dolinę Krzyską nie prowadzi żaden szlak turystyczny, jest ona natomiast dobrze widoczna z czerwonego szlaku wiodącego głównym grzbietem Niżnych Tatr (Cesta hrdinov SNP).